# Gaëtan Coucke
Gaëtan Coucke (ur. 3 listopada 1998 w Tongeren) – belgijski piłkarz grający na pozycji bramkarza. Od 2020 jest zawodnikiem klubu KV Mechelen.

## Kariera klubowa
Swoją piłkarską karierę Coucke rozpoczynał w juniorach takich klubów jak: Vliermaal FC (2004-2006) i KRC Genk (2006-2016). W 2016 roku stał się członkiem pierwszego zespołu Genk. Przez dwa sezony pełnił rolę rezerwowego bramkarza i nie rozegrał w tym czasie żadnego spotkania. W 2018 roku został na rok wypożyczony do drugoligowego Lommel SK. Swój debiut w nim zaliczył 3 sierpnia 2018 w wygranym 1:0 domowym meczu z Royale Union Saint-Gilloise.
Latem 2019 Coucke wrócił KRC Genk i niedługo potem zdobył z nim Superpuchar Belgii. Z kolei 3 sierpnia 2019 zanotował w Genku pierwszoligowy debiut w przegranym 1:3 wyjazdowym meczu z KV Mechelen. Zawodnikiem Genku był do lipca 2020.
W lipcu 2020 Coucke przeszedł do KV Mechelen. Zadebiutował w nim 9 sierpnia 2020 w zremisowanym 2:2 domowym meczu z Anderlechtem.
| Sezon   | Klub        | Kraj   | Rozgrywki       | Mecze | Gole |
| ------- | ----------- | ------ | --------------- | ----- | ---- |
| 2016/17 | KRC Genk    | Belgia | Eerste klasse A | 0     | 0    |
| 2017/18 | KRC Genk    | Belgia | Eerste klasse A | 0     | 0    |
| 2018/19 | Lommel SK   | Belgia | Eerste klasse B | 34    | 0    |
| 2019/20 | KRC Genk    | Belgia | Eerste klasse A | 18    | 0    |
| 2020/21 | KV Mechelen | Belgia | Eerste klasse A | 16    | 0    |

## Kariera reprezentacyjna
Coucke grał w młodzieżowych reprezentacjach Belgii na szczeblach U-16, U-17 i U-19. W 2015 roku był w kadrze U-17 na Mistrzostwach Europy U-17.